# West Park (Florida)
West Park es una ciudad ubicada en el condado de Broward en el estado estadounidense de Florida. En el Censo de 2010 tenía una población de 14.156 habitantes y una densidad poblacional de 2.423,8 personas por km².

## Geografía
West Park se encuentra ubicada en las coordenadas 25°58′43″N 80°10′52″O / 25.97861, -80.18111. Según la Oficina del Censo de los Estados Unidos, West Park tiene una superficie total de 5.84 km², de la cual 5.67 km² corresponden a tierra firme y (2.84%) 0.17 km² es agua.

## Demografía
Según el censo de 2010, había 14.156 personas residiendo en West Park. La densidad de población era de 2.423,8 hab./km². De los 14.156 habitantes, West Park estaba compuesto por el 32.82% blancos, el 57.87% eran afroamericanos, el 0.4% eran amerindios, el 1.05% eran asiáticos, el 0.05% eran isleños del Pacífico, el 4.51% eran de otras razas y el 3.31% pertenecían a dos o más razas. Del total de la población el 28.9% eran hispanos o latinos de cualquier raza.